# Шапа (місто)
Шапа (в'єт. Sa Pa) — в'єтнамське місто-повіт в провінції Лаокай. Гірський курорт.

## Географія
Знаходиться на півночі країни на схід від найвищої гори В'єтнаму — піку Фаншипан.

### Клімат
Містечко знаходиться у зоні, котра характеризується вологим субтропічним кліматом. Найтепліший місяць — червень із середньою температурою 21.1 °C (70 °F). Найхолодніший місяць — січень, із середньою температурою 10 °С (50 °F).
| Клімат Шапа             | Клімат Шапа | Клімат Шапа | Клімат Шапа | Клімат Шапа | Клімат Шапа | Клімат Шапа | Клімат Шапа | Клімат Шапа | Клімат Шапа | Клімат Шапа | Клімат Шапа | Клімат Шапа | Клімат Шапа |
| Показник                | Січ.        | Лют.        | Бер.        | Квіт.       | Трав.       | Черв.       | Лип.        | Серп.       | Вер.        | Жовт.       | Лист.       | Груд.       | Рік         |
| Середній максимум, °C   | 12,8        | 13,9        | 17,8        | 21,1        | 23,9        | 23,9        | 23,9        | 23,9        | 22,8        | 20          | 17,2        | 15          | 19,7        |
| Середня температура, °C | 10          | 11,1        | 15          | 17,2        | 20          | 21,1        | 21,1        | 21,1        | 20          | 17,2        | 13,9        | 12,2        | 16,7        |
| Середній мінімум, °C    | 7,2         | 7,8         | 11,1        | 12,8        | 16,1        | 17,8        | 17,8        | 17,8        | 16,1        | 12,8        | 11,1        | 7,8         | 13          |
| Вологість повітря, %    | 84          | 87          | 84          | 83          | 83          | 85          | 86          | 85          | 84          | 86          | 84          | 83          | 84.5        |
| ----------------------- | ----------- | ----------- | ----------- | ----------- | ----------- | ----------- | ----------- | ----------- | ----------- | ----------- | ----------- | ----------- | ----------- |
| Джерело: Weatherbase    |             |             |             |             |             |             |             |             |             |             |             |             |             |